# Orthocentrus excalibur
Orthocentrus excalibur là một loài tò vò trong họ Ichneumonidae.